# 七色山
23°44′38″S 65°30′4″W / 23.74389°S 65.50111°W
七色山（西班牙語：Cerro de los Siete Colores），是阿根廷的山峰，位於該國西北部胡胡伊省的通巴亞縣，屬於安第斯山脈的一部分，海拔高度2,460米，普爾馬馬爾卡處於山腳地區。

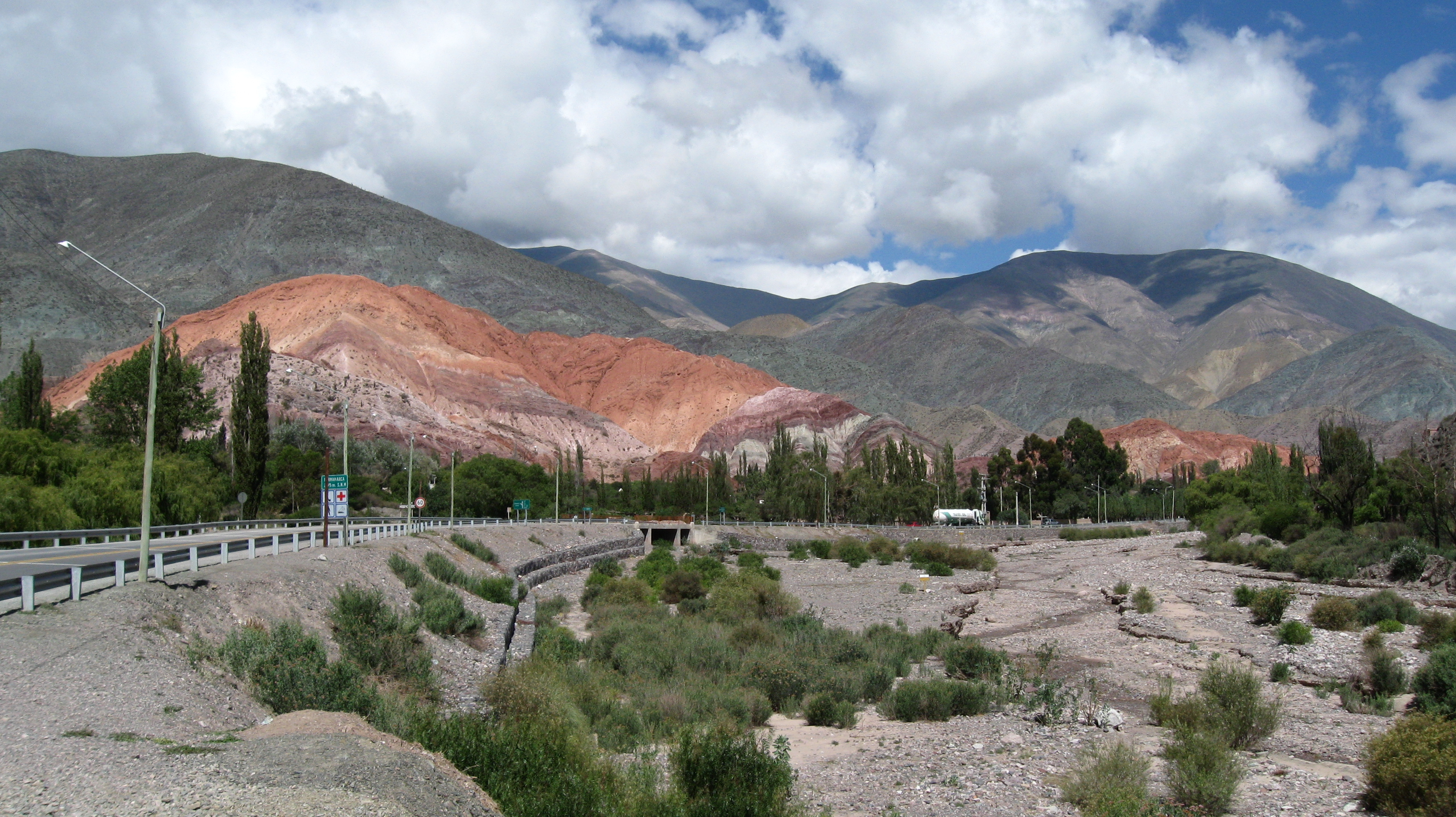

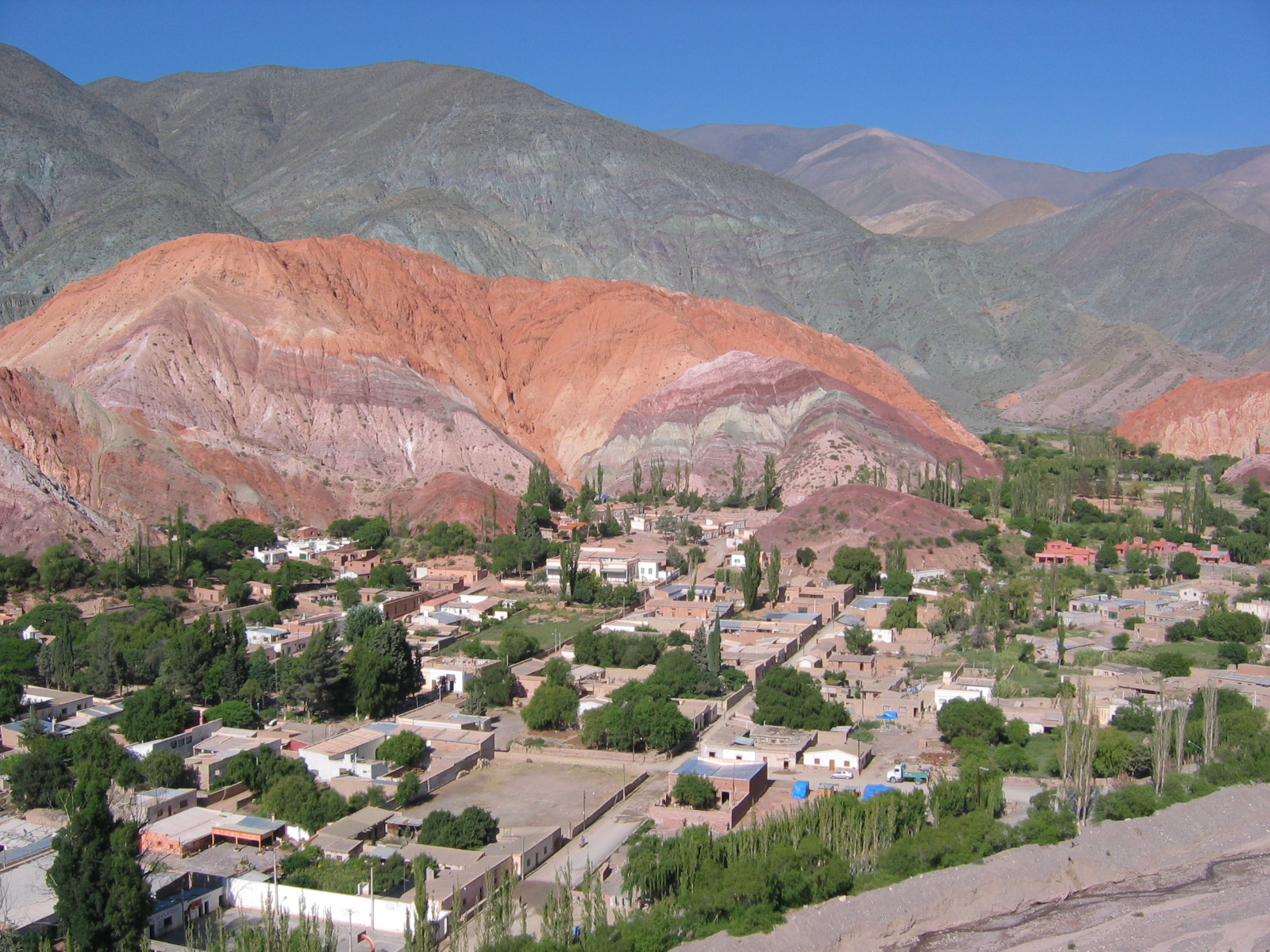

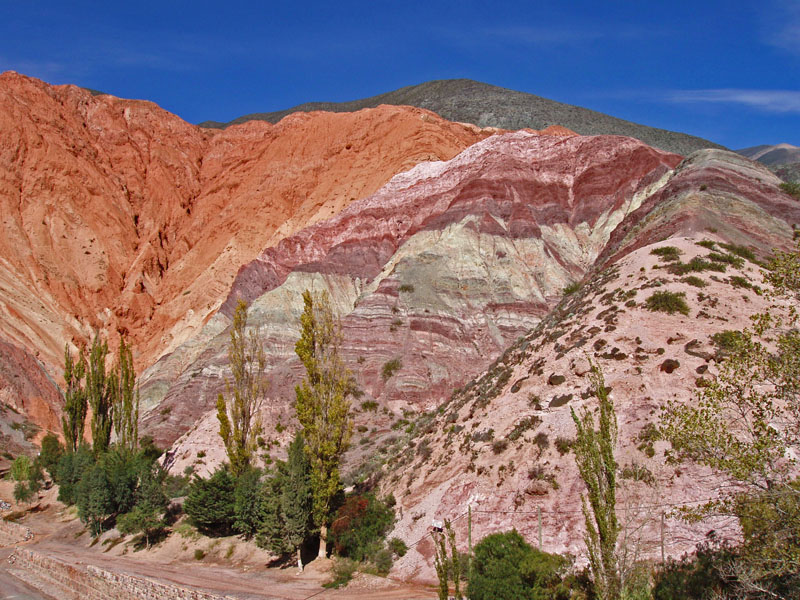